# SK Tavriya Simferòpol
L'SK Tavriya Simferòpol (ucraïnès: Спортивний клуб "Таврія") és un club de futbol ucraïnès de la ciutat de Simferòpol. A causa de l'annexió russa de Crimea el club deixà d'existir el 2014. Es creà un club a la federació russa amb el nom FC TSK Simferòpol. D'altra banda, a Ucraïna, el Tavriya es refundà el 2016 a la ciutat de Beryslav.

## Història
El club va ser fundat el 1958 amb el nom Avanhard Simferòpol. El 1963 adoptà el nom Tavriya.

## Palmarès

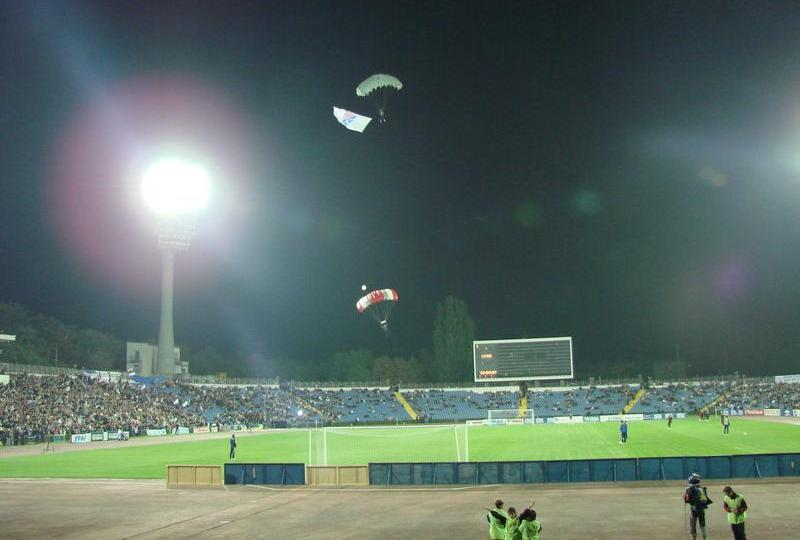
RSC Lokomotiv

- Lliga ucraïnesa de futbol: 
  - 1992

- Copa ucraïnesa de futbol: 
  - 2010

- Segona Divisió soviètica: 
  - 1980

- Campionat de l'RSSF Ucraïna: 
  - 1973, 1985, 1987

- Copa de l'RSSF Ucraïna: 
  - 1974